# Stephan Verosta
Stephan Verosta (* 16. Oktober 1909 in Wien; † 7. Dezember 1998 ebenda) war ein österreichischer Völkerrechtler und Diplomat.

## Leben und Wirken
Der Sohn des Direktors des Wiener Radetzky-Gymnasiums studierte Rechtswissenschaften an der Universität Wien, in Paris, Genf und Den Haag. Von 1932 bis 1938 war er in der Völkerrechtsabteilung des Außenministeriums, damals eine des Sektion im Bundeskanzleramt, beschäftigt, unterrichtete an der Wiener Konsularakademie und legte zwischendurch 1936 die Richteramtsprüfung ab. In den Jahren 1938 bis 1945 war der frühere Parteigänger des Ständestaats vom Dienst suspendiert. Nach 1945 kam Verosta eine wichtige Stellung beim Wiederaufbau des österreichischen diplomatischen Dienstes zu.
Einflussreich wurde sein Buch Die internationale Stellung Österreichs 1938–47. 1946 habilitierte sich Verosta, 1953 wurde er Leiter der Völkerrechtsabteilung. Von 1956 bis 1961 war er Botschafter in Warschau, von 1962 bis 1980 lehrte er als Nachfolger von Alfred Verdroß-Droßberg als Ordinarius an der Universität Wien. Als wichtiger Berater Leopold Figls war er auch an der Abfassung des Österreichischen Staatsvertrages beteiligt. Verosta vertrat mit Nachdruck die These von der occupatio bellica Österreichs im Jahr 1938 (im Gegensatz zur Behauptung einer rechtsgültigen Annexion). Verosta kann damit als Begründer und Hauptvertreter der so genannten Opferthese angesehen werden.
Von 1977 bis 1981 war Verosta Mitglied der Völkerrechtskommission der Vereinten Nationen.
1978 wurde Stephan Verosta der Preis der Stadt Wien für Geisteswissenschaften verliehen.
Er wurde am Neustifter Friedhof bestattet.

## Veröffentlichungen (Auswahl)
- Die internationale Stellung Österreichs. Eine Sammlung von Erklärungen und Verträgen aus den Jahren 1938 bis 1947. Manz, Wien 1947.
- Johannes Chrysostomus, Staatsphilosoph und Geschichtstheologe. Styria, Graz 1960.
- Die dauernde Neutralität. Gutachten. Manz, Wien 1967.
- Theorie und Realität von Bündnissen. Heinrich Lammasch, Karl Renner und der Zweibund (1897 - 1914). Europa-Verlag, Wien 1971, ISBN 3-203-50387-5.
- Kollektivaktionen der Mächte des Europäischen Konzerts (1886-1914). Verlag der Österreichischen Akademie der Wissenschaften, Wien 1988, ISBN 3-7001-1458-3.
- (Hrsg.): Die völkerrechtliche Praxis der Donaumonarchie von 1859 bis 1918. Eine Auswahl von Dokumenten. Zwei Bände. Verlag der Österreichischen Akademie der Wissenschaften, Wien 1996, ISBN 3-7001-2233-0.

Festschrift
- Peter Fischer (Hrsg.): Völkerrecht und Rechtsphilosophie. Internationale Festschrift für Stephan Verosta zum 70. Geburtstag. Duncker & Humblot, Berlin 1980, ISBN 3-428-04693-5.